# Hans Spaan

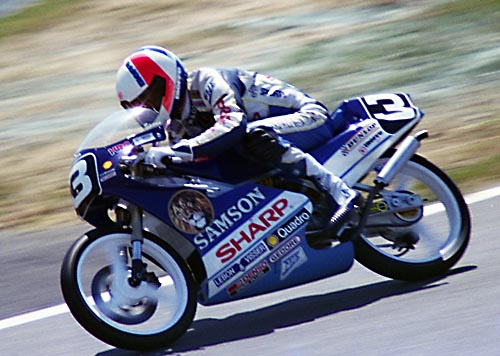
Spaan 1989 auf Honda beim Grand Prix von Japan

Hans Spaan (* 24. Dezember 1958 in Assen, Niederlande) ist ein ehemaliger niederländischer Motorradrennfahrer.

## Karriere
Hans Spaan startete von 1980 bis 1994 in den Klassen bis 50 cm³, 80 cm³ und 125 cm³ der Motorrad-Weltmeisterschaft. Zwischen 1980 und 1987 nahm Spaan auf unterschiedlichen Fabrikaten mit eher geringem Erfolg an der 50- bzw. 80-cm³-Weltmeisterschaft teil. Der Durchbruch gelang ihm mit dem Wechsel in die 125-cm³-Klasse im Jahr 1988, als er auf Honda auf Anhieb Dritter der Gesamtwertung wurde. In den Saisons 1989 und 1990 musste sich Spaan Àlex Crivillé bzw. Loris Capirossi jeweils nur knapp geschlagen geben und wurde Vizeweltmeister. Am Ende der Saison 1994 beendete Hans Spaan dann seine aktive Laufbahn, in der er in den Klassen bis 50 cm³, 80 cm³ und 125 cm³ neun Grand-Prix-Siege, zwei Vizeweltmeistertitel sowie neun Niederländische Meistertitel errang.
Nach seiner Fahrerkarriere baute Spaan zusammen mit einem anderen niederländischen Ex-Rennfahrer, Arie Molenaar, ein Team in der 125-cm³-Weltmeisterschaft auf. Bereits im ersten Jahr, 1995, konnte man mit dem Japaner Haruchika Aoki den Gewinn des 125er-WM-Titels feiern und in der folgenden Saison den Titel sogar verteidigen. Danach arbeitete er neben seiner Rolle als Chefmechaniker bei Molenaar Racing auch mit Suzuki zusammen, die sich ab 1997 wieder werksseitig in der 250-cm³-Weltmeisterschaft engagierten. In der Saison 2000 arbeitete Spaan als Technischer Direktor beim niederländischen Rizla-Honda-Team, die in der 500-cm³-Klasse mit Jürgen van den Goorbergh auf einer V2-TSR-Honda antraten. Außerdem arbeitete er auch wieder mit Haruchika Aoki zusammen. Danach konzentrierte sich Hans Spaan wieder auf die Arbeit für das Molenaar-Team und kümmerte sich dort in der Saison 2007 um die Motorräder des Briten Danny Webb und des Niederländers Joey Litjens in der 125-cm³-Klasse.

## Erfolge
- 1989 – 125-cm³-Vizeweltmeister auf Honda
- 1990 – 125-cm³-Vizeweltmeister auf Honda
- 9 Grand-Prix-Siege
- Niederländischer 50-cm³-Meister: 1979, 1980, 1982[1]
- Niederländischer 80-cm³-Meister: 1983, 1984, 1986, 1987[1]
- Niederländischer 125-cm³-Meister: 1988, 1990[1]

## Verweise